# Praxillella bransfieldensis
Praxillella bransfieldensis är en ringmaskart som beskrevs av Hartmann-Schröder och Rosenfeldt 1989. Praxillella bransfieldensis ingår i släktet Praxillella och familjen Maldanidae. Inga underarter finns listade i Catalogue of Life.